# Sphingonotus lipicus
Sphingonotus lipicus är en insektsart som beskrevs av Zheng, Z. och Hang 1974. Sphingonotus lipicus ingår i släktet Sphingonotus och familjen gräshoppor. Inga underarter finns listade i Catalogue of Life.